# Indonesia Open 1998
Die Indonesia Open 1998 gehörte zum World Badminton Grand Prix 1998 und war damit eines der 13 bedeutendsten Badmintonturniere des Jahres 1998 weltweit. Der Wettbewerb fand vom 26. Oktober bis zum 1. November in Jakarta statt. Das Preisgeld betrug 120.000 US-Dollar. Das Turnier hatte damit einen Vier-Sterne-Status im World Badminton Grand Prix.

## Austragungsort
- Istora Senayan

## Sieger und Platzierte
| Disziplin    | Gold                          | Silber                      | Bronze                                  |
| ------------ | ----------------------------- | --------------------------- | --------------------------------------- |
| Herreneinzel | Yong Hock Kin                 | Budi Santoso                | Poul-Erik Høyer Larsen                  |
| Herreneinzel | Yong Hock Kin                 | Budi Santoso                | Taufik Hidayat                          |
| Dameneinzel  | Mia Audina                    | Mette Sørensen              | Cindana Hartono                         |
| Dameneinzel  | Mia Audina                    | Mette Sørensen              | Meiluawati                              |
| Herrendoppel | Ricky Subagja Rexy Mainaky    | Eng Hian Flandy Limpele     | Tony Gunawan Candra Wijaya              |
| Herrendoppel | Ricky Subagja Rexy Mainaky    | Eng Hian Flandy Limpele     | S. Antonius Budi Ariantho Denny Kantono |
| Damendoppel  | Deyana Lomban Eliza Nathanael | Rikke Olsen Marlene Thomsen | Carmelita Indarti Issolina              |
| Damendoppel  | Deyana Lomban Eliza Nathanael | Rikke Olsen Marlene Thomsen | Eti Tantra Cynthia Tuwankotta           |
| Mixed        | Tri Kusharyanto Minarti Timur | Michael Søgaard Rikke Olsen | Bambang Suprianto Zelin Resiana         |
| Mixed        | Tri Kusharyanto Minarti Timur | Michael Søgaard Rikke Olsen | Sandiarto Eti Tantra                    |

## Finalresultate
| Disziplin    | Sieger                        | Finalist                    | Ergebnis          |
| ------------ | ----------------------------- | --------------------------- | ----------------- |
| Herreneinzel | Yong Hock Kin                 | Budi Santoso                | 15–7, 15–6        |
| Dameneinzel  | Mia Audina                    | Mette Sørensen              | 11–0, 11–6        |
| Herrendoppel | Ricky Subagja Rexy Mainaky    | Flandy Limpele Eng Hian     | 15–5, 15–4        |
| Damendoppel  | Eliza Nathanael Deyana Lomban | Marlene Thomsen Rikke Olsen | 7–15, 17–15, 15–7 |
| Mixed        | Tri Kusharyanto Minarti Timur | Michael Søgaard Rikke Olsen | 10–15, 15–6, 15–6 |

## Herreneinzel
- Yeoh Kay Bin –  Markis Kido: 17-16 / 15-3
- Irwansyah –  Catur Widayat: 15-2 / 15-5
- Taufik Hidayat –  Sidoro Aditya: 15-12 / 15-2
- Yong Hock Kin –  Agung Kuncoro: 15-4 / 15-2
- Vidre Wibowo –  Yohannes Hogianto: 15-2 / 15-2
- Jeffer Rosobin –  Krid Chuaynarong: 15-5 / 15-7
- R. Suhairuddin –  Bobby Santoso: 12-15 / 18-14 / 15-10
- Heryanto Arbi –  James Chua: 15-9 / 15-8
- Arif Rasidi –  Arief H. R. Budiman: 15-4 / 15-7
- Rony Agustinus –  Thomas Stuer-Lauridsen: 15-5 / 15-7
- George Rimarcdi –  Muhammad Nadip: 15-0 / 15-2
- Yap Yong Jyen –  Andi Wirya: 15-6 / 17-14
- Yudi Suprayogi –  Lalu Firmansyah: 15-6 / 15-8
- Haryawan –  Mark Constable: 15-7 / 12-15 / 15-9
- Pei Wee Chung –  Agung Irawan: 15-8 / 15-12
- Marleve Mainaky –  Taufiq Hidayat Akbar: 15-0 / 15-7
- Heri Cahyadi –  Suprapto: 15-2 / 15-6
- Yohan Hadikusumo Wiratama –  Ramesh Nathan: 15-7 / 15-13
- Dwi Triswidianto –  Dwi Satiri Hasmar: 15-4 / 15-11
- Indra Wijaya –  Boonsak Ponsana: 15-3 / 15-7
- C. Arief –  Hartawan: 15-3 / 15-12
- Ardiansyah Putra –  Rizki Abadi: w.o.
- Jimmi Chandra –  Yadie Riadi: w.o.
- Mawardi Andi –  Didet Satria: w.o.
- Sony Dwi Kuncoro –  Endra Feriyanto: w.o.
- Madek Mulyadi –  Salim: w.o.
- Budi Santoso –  Bagus Setiadi: w.o.
- Hendrawan –  Ardiansyah Putra: 15-5 / 15-2
- Irwansyah –  Yeoh Kay Bin: 15-4 / 15-9
- Taufik Hidayat –  Jimmi Chandra: 15-4 / 15-4
- Joko Suprianto –  Mawardi Andi: 15-2 / 15-2
- Yong Hock Kin –  Vidre Wibowo: 15-5 / 15-7
- Jeffer Rosobin –  R. Suhairuddin: 15-5 / 15-0
- Heryanto Arbi –  Arif Rasidi: 15-9 / 15-6
- Rony Agustinus –  Sony Dwi Kuncoro: 15-1 / 15-5
- George Rimarcdi –  Yap Yong Jyen: 6-15 / 15-2 / 15-11
- Budi Santoso –  Madek Mulyadi: 15-0 / 15-2
- Yudi Suprayogi –  Haryawan: 15-2 / 15-2
- Marleve Mainaky –  Pei Wee Chung: 15-5 / 15-4
- Yohan Hadikusumo Wiratama –  Heri Cahyadi: 15-1 / 12-15 / 15-9
- Indra Wijaya –  Dwi Triswidianto: 15-4 / 15-2
- Nunung Subandoro –  C. Arief: 15-13 / 15-12
- Poul-Erik Høyer Larsen –  Bernadus Edo: 15-3 / 15-0
- Hendrawan –  Irwansyah: 15-3 / 13-15 / 17-15
- Taufik Hidayat –  Joko Suprianto: 15-9 / 15-5
- Yong Hock Kin –  Jeffer Rosobin: 11-15 / 15-2 / 15-13
- Heryanto Arbi –  Rony Agustinus: 10-15 / 15-12 / 15-11
- Budi Santoso –  George Rimarcdi: 15-7 / 15-8
- Marleve Mainaky –  Yudi Suprayogi: 15-10 / 12-15 / 15-8
- Yohan Hadikusumo Wiratama –  Indra Wijaya: 15-9 / 15-4
- Poul-Erik Høyer Larsen –  Nunung Subandoro: 15-11 / 15-11
- Taufik Hidayat –  Hendrawan: 15-1 / 15-8
- Budi Santoso –  Marleve Mainaky: 15-8 / 15-8
- Poul-Erik Høyer Larsen –  Yohan Hadikusumo Wiratama: 11-15 / 15-12 / 15-10
- Yong Hock Kin –  Heryanto Arbi: w.o.
- Yong Hock Kin –  Taufik Hidayat: 18-10 / 15-4
- Budi Santoso –  Poul-Erik Høyer Larsen: 17-14 / 17-14
- Yong Hock Kin –  Budi Santoso: 15-7 / 15-8

## Dameneinzel
- Yuli Marfuah –  Irna Junita: 11-1 / 11-1
- Mona Santoso –  Lisa Octora: 11-6 / 11-9
- Cindana Hartono –  Siska Yunita: 11-0 / 11-0
- Siang Chiung –  Evi Kumalasari: 11-8 / 7-11 / 11-0
- Dwi Ratna –  Nining Kustiyaningsih: 11-5 / 11-1
- Ellen Angelina –  Biniawati: 11-0 / 11-0
- Priyanti Cahyaning –  Novita Indah: 8-11 / 11-1 / 11-3
- Meiluawati –  CJ Ernawati: 11-1 / 11-2
- Lidya Djaelawijaya –  Yustina: 11-2 / 11-1
- Yeni Diah –  Dwi Retnowati: 9-11 / 11-8 / 11-5
- Mette Sørensen –  Felsirika: 11-5 / 11-3
- A. A. Metri –  Hanny Setiani: w.o.
- Atu Rosalina –  Lenny Permana: w.o.
- Katarzyna Krasowska –  Olivia: w.o.
- Melisa Dewi –  Sriwenten: w.o.
- Mia Audina –  A. A. Metri: 11-0 / 11-0
- Yuli Marfuah –  Atu Rosalina: 11-0 / 11-0
- Mona Santoso –  Katarzyna Krasowska: 11-4 / 11-7
- Cindana Hartono –  Siang Chiung: 11-0 / 11-0
- Ellen Angelina –  Dwi Ratna: 11-6 / 11-3
- Meiluawati –  Priyanti Cahyaning: 13-10 / 8-11 / 11-2
- Lidya Djaelawijaya –  Melisa Dewi: 11-3 / 13-10
- Mette Sørensen –  Yeni Diah: 11-7 / 11-4
- Mia Audina –  Yuli Marfuah: 11-6 / 11-7
- Cindana Hartono –  Mona Santoso: 11-2 / 11-2
- Meiluawati –  Ellen Angelina: 11-8 / 11-2
- Mette Sørensen –  Lidya Djaelawijaya: 11-6 / 11-4
- Mia Audina –  Cindana Hartono: 9-11 / 11-4 / 11-7
- Mette Sørensen –  Meiluawati: 8-11 / 13-11 / 11-7
- Mia Audina –  Mette Sørensen: 11-0 / 11-6

## Herrendoppel
- Tony Gunawan /  Candra Wijaya –  Adi Susanto /  Ejv Wijanarko: 15-3 / 15-1
- Tri Pamungkas Heru /  Peter Yan –  Enroe /  Wiempie Mahardi: 15-1 / 15-10
- Ronne Maykel Runtolalu /  Rony Trenggono –  James Anderson /  Neil Waterman: 15-6 / 12-15 / 15-9
- Ade Lukas /  Budi Santoso –  Yohannes Hogianto /  Muhammad Nadip: 15-4 / 15-1
- Ricky Subagja /  Rexy Mainaky –  Krid Chuaynarong /  Boonsak Ponsana: 15-8 / 15-11
- Karel Mainaky /  Nova Widianto –  Janek Roos /  Michael Søgaard: 7-15 / 15-11 / 15-10
- Soon Thoe Cheah /  Pang Cheh Chang –  Hendri Kurniawan Saputra /  Wandry Kurniawan Saputra: 15-8 / 15-6
- Saputra Hadi /  Endra Mulyana Mulyajaya –  Dwi Satiri Hasmar /  Agus Setiawan: 15-4 / 15-6
- Fahrianur /  Imam Sodikin –  Iksan Ichsan /  Dwi Kristiawan: 15-3 / 15-10
- S. Antonius Budi Ariantho /  Denny Kantono –  Lalu Firmansyah /  Unang Rahmat: 15-5 / 15-6
- Jens Eriksen /  Jesper Larsen –  Darmawan Andreas /  Luluk Hadiyanto: 15-3 / 15-13
- Chew Choon Eng /  Lee Wan Wah –  David Yedija Pohan /  Jimmy Pohan: 15-13 / 15-4
- Halim Haryanto /  Hermono Yuwono –  Trisvawan Denny /  Hadi Sugianto: 15-2 / 15-2
- Toto Sunarto /  Wisnu –  Billy Gunwan /  Deny Setiawan: 17-15 / 10-15 / 15-10
- Eng Hian /  Flandy Limpele –  Cahyanto /  Giri: 15-2 / 15-8
- Doni Prasetyo /  Denny Setiawan –  Rizki Abadi /  Agus: w.o.
- Tony Gunawan /  Candra Wijaya –  Tri Pamungkas Heru /  Peter Yan: 15-5 / 15-5
- Ade Lukas /  Budi Santoso –  Ronne Maykel Runtolalu /  Rony Trenggono: 15-4 / 15-9
- Ricky Subagja /  Rexy Mainaky –  Karel Mainaky /  Nova Widianto: 15-6 / 15-9
- Saputra Hadi /  Endra Mulyana Mulyajaya –  Soon Thoe Cheah /  Pang Cheh Chang: 15-9 / 15-10
- S. Antonius Budi Ariantho /  Denny Kantono –  Fahrianur /  Imam Sodikin: 15-2 / 15-4
- Jens Eriksen /  Jesper Larsen –  Doni Prasetyo /  Denny Setiawan: 15-6 / 15-7
- Chew Choon Eng /  Lee Wan Wah –  Halim Haryanto /  Hermono Yuwono: 15-2 / 15-12 / 15-10
- Eng Hian /  Flandy Limpele –  Toto Sunarto /  Wisnu: 15-4 / 15-3
- Tony Gunawan /  Candra Wijaya –  Ade Lukas /  Budi Santoso: 15-2 / 14-17 / 15-10
- Ricky Subagja /  Rexy Mainaky –  Saputra Hadi /  Endra Mulyana Mulyajaya: 15-5 / 15-17 / 15-9
- S. Antonius Budi Ariantho /  Denny Kantono –  Jens Eriksen /  Jesper Larsen: 15-7 / 13-15 / 15-10
- Eng Hian /  Flandy Limpele –  Chew Choon Eng /  Lee Wan Wah: 12-15 / 15-5 / 15-5
- Ricky Subagja /  Rexy Mainaky –  Tony Gunawan /  Candra Wijaya: 13-15 / 15-2 / 15-9
- Eng Hian /  Flandy Limpele –  S. Antonius Budi Ariantho /  Denny Kantono: 15-9 / 15-10
- Ricky Subagja /  Rexy Mainaky –  Eng Hian /  Flandy Limpele: 15-5 / 15-4

## Damendoppel
- Erla /  Evi Kumalasari –  Meida Sukmawati /  Th. Yessy: 17-14 / 15-12
- Diah Novita /  Rosie Riani –  Lita Nurlita /  Monica Permadi: 15-10 / 15-5
- Upi Chrisnawati /  Eny Widiowati –  Biniawati /  Enny Kuswati: 15-5 / 15-7
- Novita /  Mona Santoso –  Henny /  Tetty Yunita: 15-13 / 15-11
- Agenia /  Rita Kristiane –  Nining Kustiyaningsih /  Winarsih: 15-0 / 15-5
- Finarsih /  Lili Tampi –  Linda Novianti /  Fitria Yusnita: 15-5 / 15-3
- Eny Erlangga /  Dewi Puspa –  Winaryanti Frida /  Emmita Natsir: 15-2 / 15-11
- Dwi Febriati /  Nira Rosantika –  Audine /  Felsirika: 15-3 / 15-9
- Deyana Lomban /  Eliza Nathanael –  Erla /  Evi Kumalasari: 15-4 / 15-1
- Lidya Djaelawijaya /  Cindana Hartono –  Diah Novita /  Rosie Riani: 15-5 / 15-9
- Pernille Harder /  Helene Kirkegaard –  Upi Chrisnawati /  Eny Widiowati: 15-9 / 15-11
- Carmelita /  Indarti Issolina –  Novita /  Mona Santoso: 15-1 / 15-1
- Emma Ermawati /  Vita Marissa –  Agenia /  Rita Kristiane: 15-3 / 15-1
- Eti Tantra /  Cynthia Tuwankotta –  Finarsih /  Lili Tampi: 15-7 / 15-11
- Zelin Resiana /  Minarti Timur –  Eny Erlangga /  Dewi Puspa: 15-2 / 15-1
- Rikke Olsen /  Marlene Thomsen –  Dwi Febriati /  Nira Rosantika: 15-4 / 15-1
- Deyana Lomban /  Eliza Nathanael –  Lidya Djaelawijaya /  Cindana Hartono: 15-10 / 15-10
- Carmelita /  Indarti Issolina –  Pernille Harder /  Helene Kirkegaard: 15-4 / 15-3
- Eti Tantra /  Cynthia Tuwankotta –  Emma Ermawati /  Vita Marissa: 15-5 / 8-15 / 15-12
- Rikke Olsen /  Marlene Thomsen –  Zelin Resiana /  Minarti Timur: 13-15 / 15-10 / 15-5
- Deyana Lomban /  Eliza Nathanael –  Carmelita /  Indarti Issolina: 15-12 / 2-15 / 15-8
- Rikke Olsen /  Marlene Thomsen –  Eti Tantra /  Cynthia Tuwankotta: 15-10 / 15-5
- Deyana Lomban /  Eliza Nathanael –  Rikke Olsen /  Marlene Thomsen: 7-15 / 17-15 / 15-7

## Mixed
- Hendri Kurniawan Saputra /  Eny Erlangga –  Ejv Wijanarko /  Enny Kuswati: 15-6 / 15-2
- Imam Sodikin /  Rita Kristiane –  Madek Mulyadi /  Sari Siti Rohani: 15-6 / 15-2
- Rizal Fadillah /  Neneng Setiawati –  Bernadus Edo /  Mariana: 15-1 / 15-6
- Peter Yan /  Diah Novita –  Toto Sunarto /  Sri Mulyani: 12-15 / 15-10 / 15-8
- Dwi Kurniajaya /  Lili Tampi –  Fahrianur /  Agenia: 15-5 / 9-15 / 15-8
- Saputra Hadi /  Biniawati –  Asjiking /  Novita: 15-12 / 15-9
- Ronne Maykel Runtolalu /  Rosie Riani –  Bobby Santoso /  A. A. Metri: w.o.
- Upi Chrisnawati /  David Yedija Pohan –  Lalu Firmansyah /  Sriwenten: w.o.
- Michael Søgaard /  Rikke Olsen –  Hendri Kurniawan Saputra /  Eny Erlangga: 15-13 / 15-4
- Imam Tohari /  Vita Marissa –  Ronne Maykel Runtolalu /  Rosie Riani: 15-0 / 15-3
- Sandiarto /  Eti Tantra –  Imam Sodikin /  Rita Kristiane: 15-3 / 15-3
- Wahyu Agung /  Emma Ermawati –  Upi Chrisnawati /  David Yedija Pohan: 15-8 / 15-9
- Janek Roos /  Helene Kirkegaard –  Rizal Fadillah /  Neneng Setiawati: 15-6 / 15-0
- Tri Kusharyanto /  Minarti Timur –  Peter Yan /  Diah Novita: 15-8 / 15-3
- Bambang Suprianto /  Zelin Resiana –  Dwi Kurniajaya /  Lili Tampi: 15-3 / 15-3
- Jens Eriksen /  Marlene Thomsen –  Saputra Hadi /  Biniawati: 15-5 / 15-3
- Michael Søgaard /  Rikke Olsen –  Imam Tohari /  Vita Marissa: 15-5 / 6-15 / 15-5
- Sandiarto /  Eti Tantra –  Wahyu Agung /  Emma Ermawati: 15-8 / 15-12
- Tri Kusharyanto /  Minarti Timur –  Janek Roos /  Helene Kirkegaard: 15-10 / 15-5
- Bambang Suprianto /  Zelin Resiana –  Jens Eriksen /  Marlene Thomsen: 5-15 / 17-14 / 15-9
- Michael Søgaard /  Rikke Olsen –  Sandiarto /  Eti Tantra: 15-10 / 15-2
- Tri Kusharyanto /  Minarti Timur –  Bambang Suprianto /  Zelin Resiana: 15-5 / 15-3
- Tri Kusharyanto /  Minarti Timur –  Michael Søgaard /  Rikke Olsen: 10-15 / 15-8 / 15-8